# Buddhizmus Thaiföldön
A buddhizmus Thaiföldön főleg a théraváda irányzatot követi, ugyanis a lakosság 90%-a ezt követi. A thaiföldi buddhizmusba a történelme során beépültek különböző helyi népvallások valamint a thai-kínai lakosság kínai vallásai.
A thaiföldi buddhista templomokra jellemzőek a magas aranyozott sztúpák és a thai buddhista építészet, amely hasonlít a többi délkelet-ázsiai országokéhoz, főleg a kambodzsai és a laoszi templomokhoz, amelyekkel Thaiföld közös kulturális múltra és örökségre tekint vissza.

## Történelmi háttér

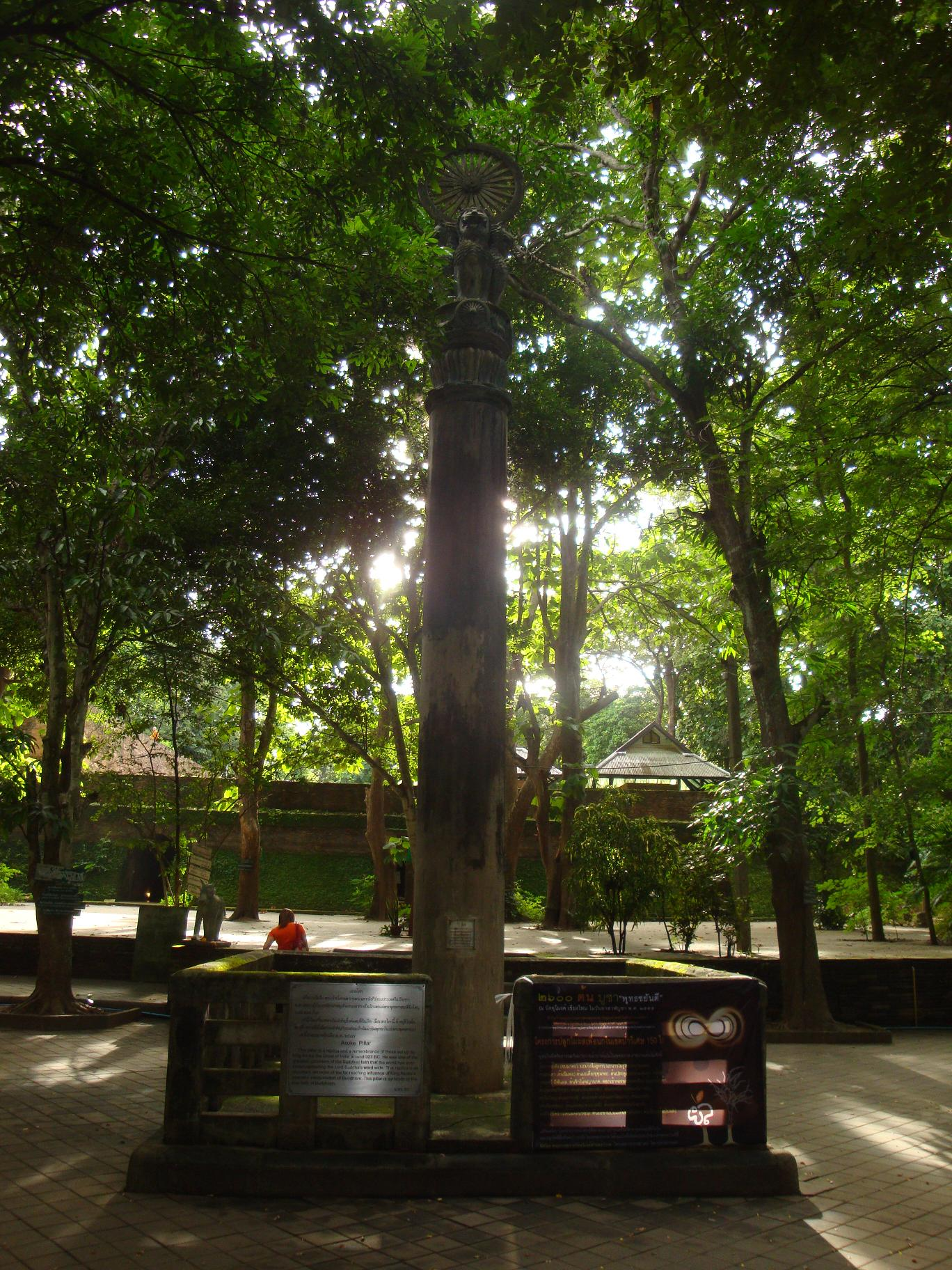
Asóka oszlopainak másolata az Csiangmaj melletti Umong templomban, 13. század

### Korai hagyományok
Az 5-13. században a délkelet-ázsiain birodalmakra közvetlen hatással volt India, amelyek emiatt a mahájána buddhizmust követték. Ji-csing kínai utazó szerzetes a térségben való utazásai során feljegyezte, hogy az indiai buddhizmus összes fő szektája virágzott. A déli Srívidzsaja városállam és az északi Khmer Birodalom kulturális csatározást folytatott a bodhiszattvákat bemutató gazdag mahájána pantheonnal kapcsolatos művészeti ágakban. A 9. századtól a 13. századig a mahájána és a hindu Khmer Birodalom uralta a délkelet-ázsiai szigetvilág nagy részét. A Khmer időszakban több mint 900 templom épült Kambodzsában és a szomszédos Thaiföldön.
Az indiai buddhizmus hanyatlása után a szingaléz hittérítők fokozatosan áttérítették a mon embereket és a Pju városállamokat a théraváda buddhizmusra. Az azt követő két évszázadban a théraváda irányzat elérte a bamar embereket, Thaiföldet, Laoszt és Kambodzsát is, ahol a buddhizmus korábbi formáit gyakorolták a helyi emberek. A 13. században a Szukothai királyság hivatalos vallássá tette a théraváda buddhizmust.

### 13-19. század

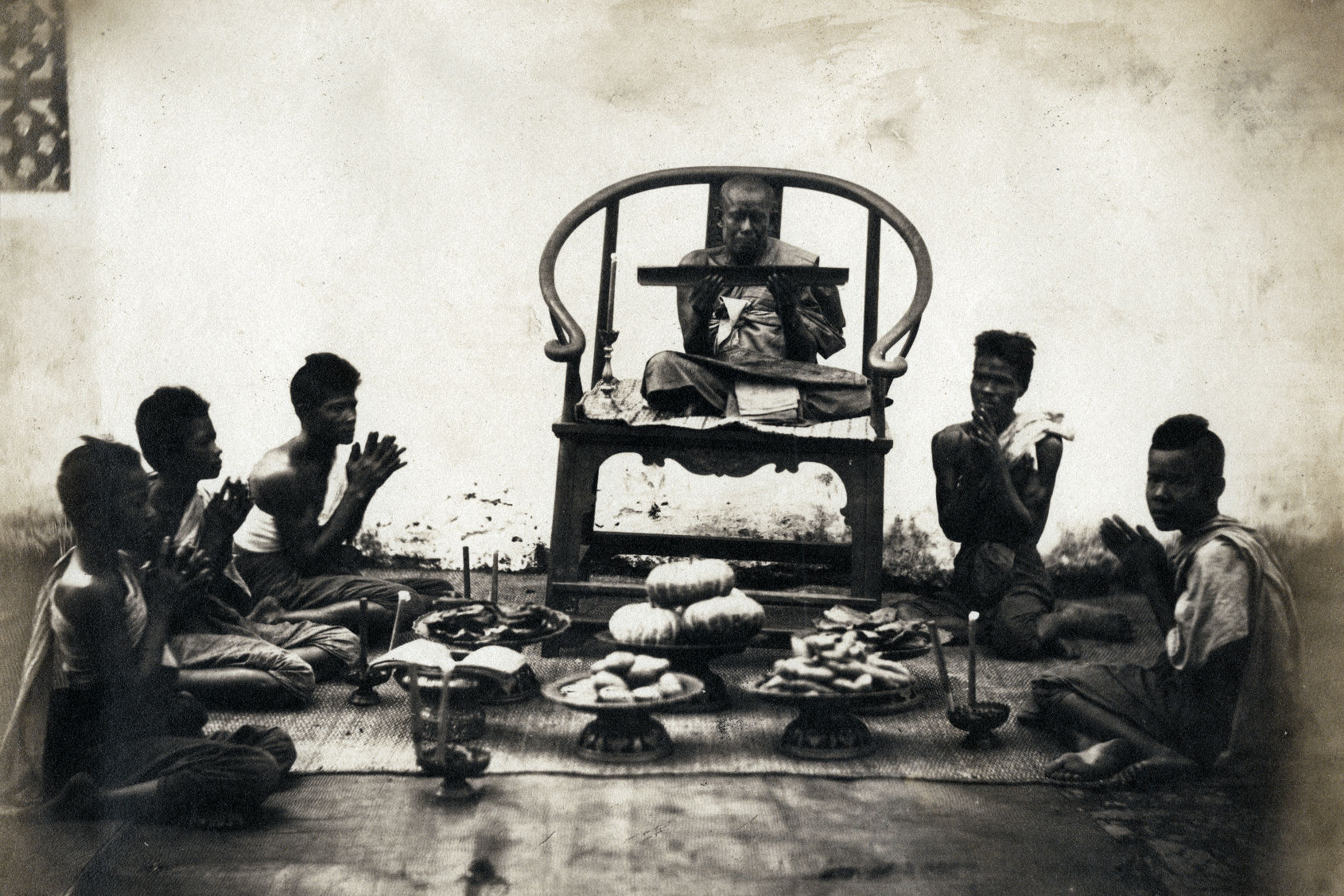
Buddhista szerzetes kántál egy csoport sziámi nőnek, 1900.

A thaiföldi buddhizmus története a 13. és a 19. század között viszonylag homályos, részben amiatt, hogy kevés írásos emlék maradt fenn ebből az időszakból a burmai Ajutthaja város 1767-es elpusztítását követően. S. J. Tambiah régész, történész egy általános elmélettel állt elő a korabeli buddhizmus és egyfelől a szangha (buddhista közösség), másfelől a király viszonyát illetően. Thaiföldön a többi théraváda buddhista királysághoz hasonlóan a király a vallás és a szangha védelmezőjének számított, míg azok cserébe az államvezetés kincseinek és törvényességének zálogaként szolgáltak. A vallás és az állam ettől függetlenül egymástól függetlenek maradtak és a király és a szangha közötti kapcsolat nem volt szoros.
A 19. század előtti thai királyságok és fejedelemségek legfőbb jellemzője a folyamatos kiterjedés és összehúzódás, az örökösödési háborúk és a király folyton változó fennhatósága volt. Egyes thai királyok hatalmas területek fölött uralkodtak, más királyok gyengébb kezűek voltak és a területük is sokkal kisebb volt. Az előbbiek rendre szigorúbban ellenőrzésük alatt tartották a buddhista szerzetesek és a világi buddhisták közösségét is. A vallási élet irányításába való beavatkozás támogatást és védelmezést is jelentett egyben. A gyengébb uralkodók idejében a szangha is hanyatlott. Emiatt egészen a 18. század végén megjelenő Csakri-dinasztia kialakulásáig hullámzó képet mutatott a régióban buddhizmus.

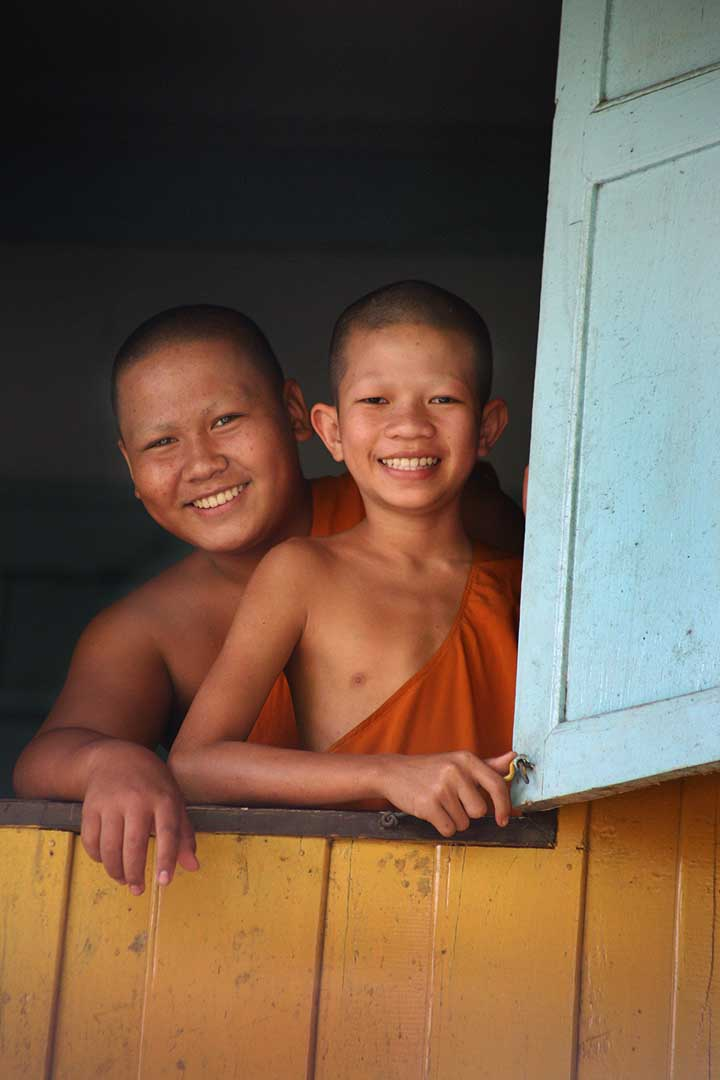
Thai szerzetesnövendékek

### Újkor
A 19. századra, főleg Mongkut király - aki maga is 27 éven át szerzetes volt - 1851-es trónra lépése után a szangha és a királyság is erőteljesebben központosult és hierarchikussá vált. A kettő kapcsolata szervezettebb formát öltött. Ebben az időszakban egyre több szerzetes emigráns érkezett Thaiföldre Burmából, akik szigorúbb fegyelmet hoztak a thai buddhista közösség életébe. Mongkut szerzetesként kiemelkedő buddhista tudósnak számított, királyként pedig reformmozgalmat indított, amely később a Dhammajuttika szerzetesrend alapját képezte. A reform részeként elvetettek minden olyan gyakorlatot, amely kizárólag szokásokra épült és helyette a kanonikus szabályokat helyezték előtérbe. Az intézkedések célja az volt, hogy az egyéneket a megvilágosodás felé vezető úton tartsák, de csak olyan módon, hogy társadalmi értékeknek ne mondjanak ellent. Ezeket a szigorú szabályokat teljes egészében csupán egy kis számú szerzetesi közösség vette fel. A mahánikája rend az összes szerzetesrend mintegy 95%-át jelentette 1970-1980-as években. A Mongkut által elkezdett reformokat az őt követő uralkodók is folytatták. 1902-ben Csulalongkorn király (V. Ráma thaiföldi király, 1868–1910) új törvényben rögzítette az új szangha hierarchiát, amely megmaradt a mai, modern thaiföldi szangha adminisztráció alapjaként.

## Külső hatások

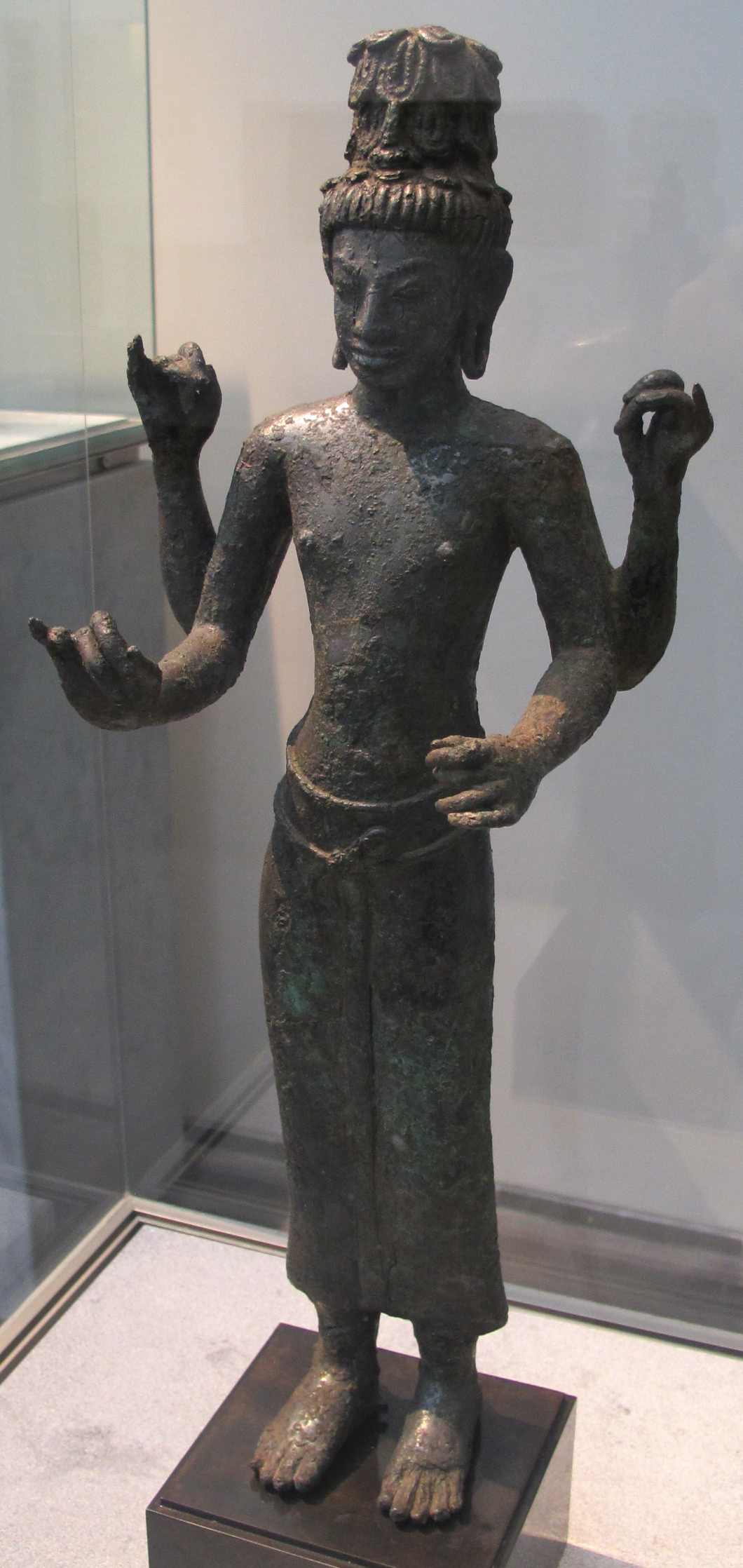
Maitréja bódhiszattva thai ábrázolása, 8. század

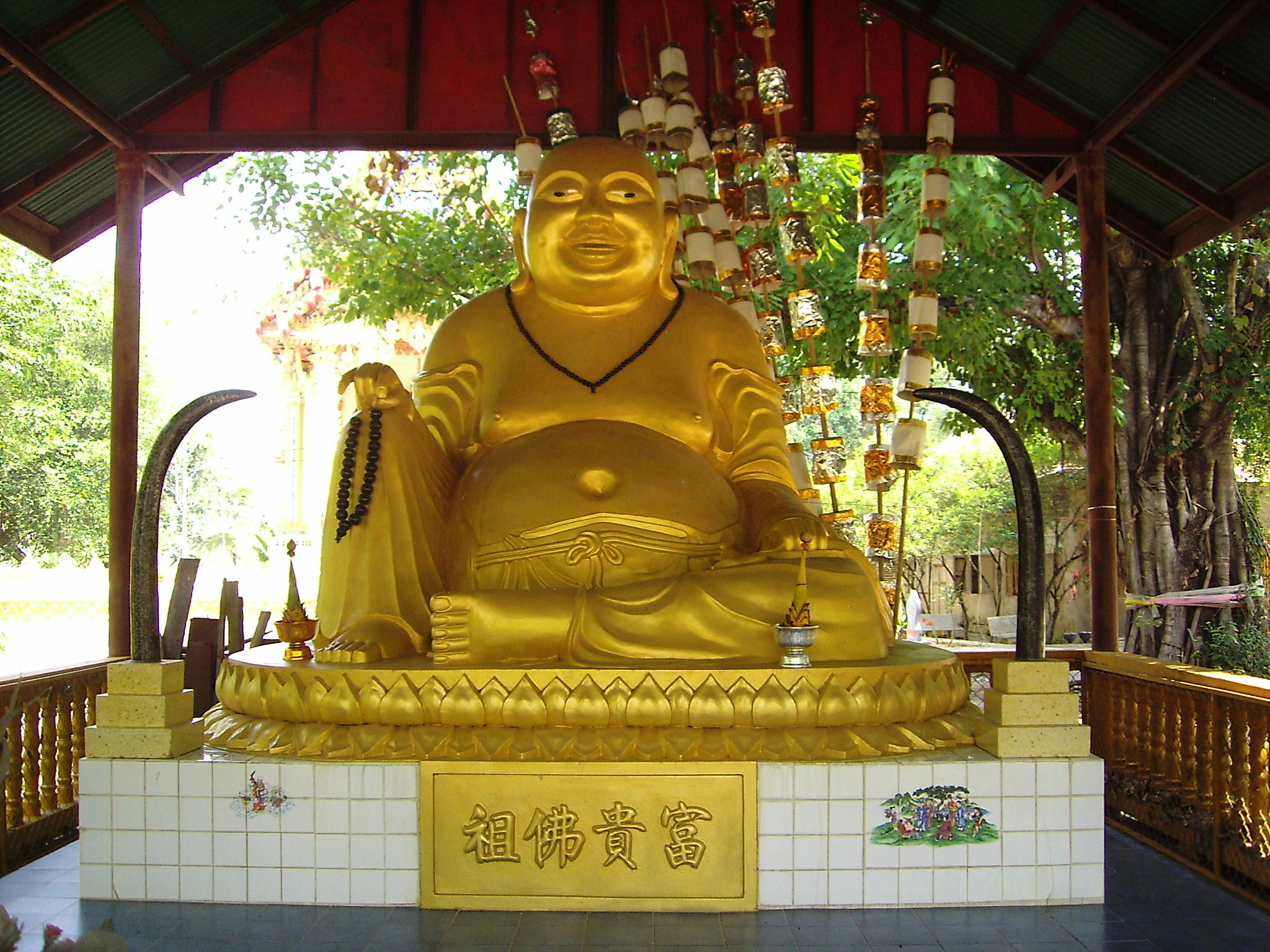
Pu-taj szobra, Vat Don Phra Csao, Jaszothon, Thaiföld

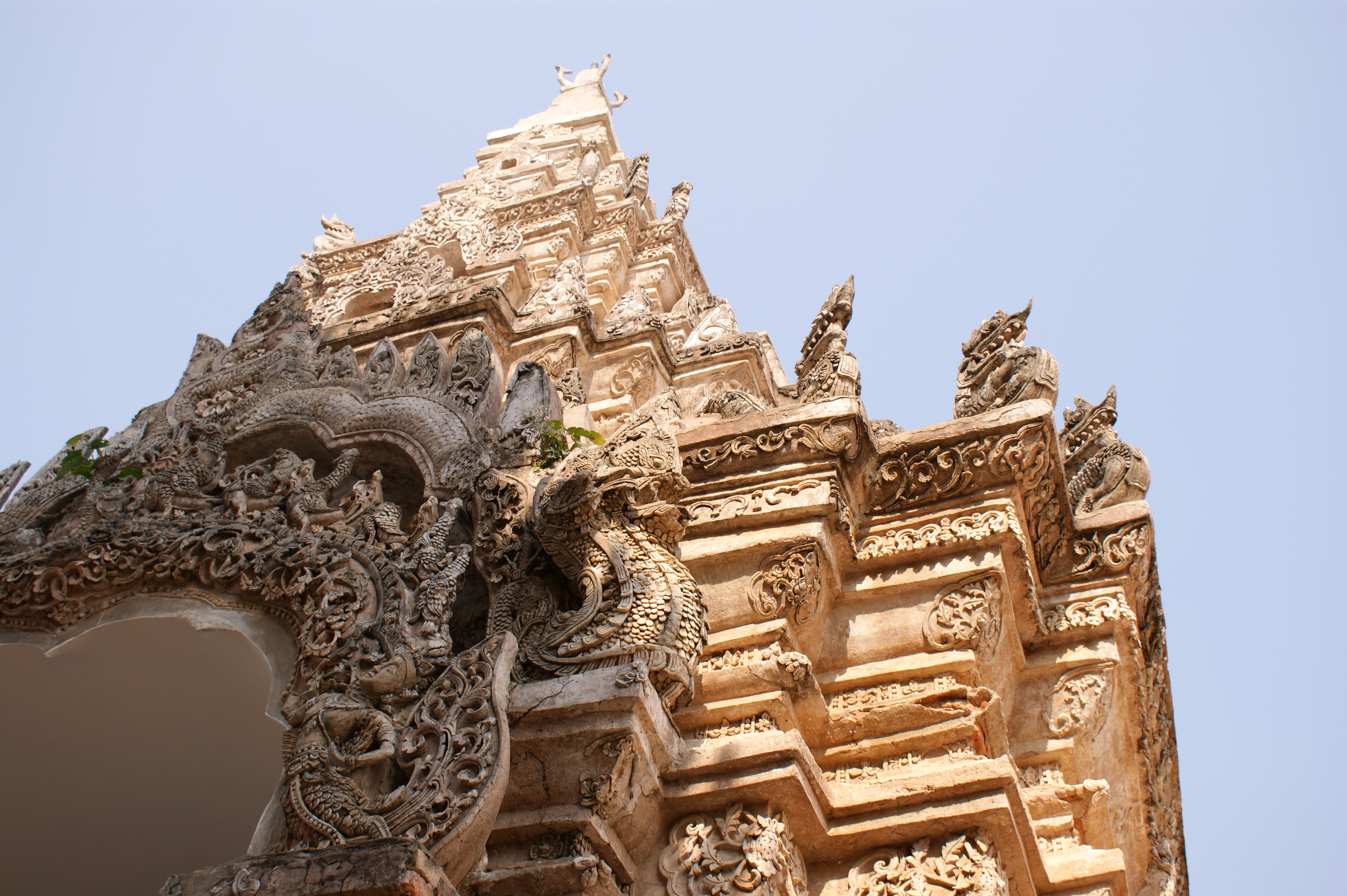
A Vat Phra That Lampang Luang bejáratának részlete

Thaiföldön három nagy külső erő formálta a buddhizmus fejlődését. Ezek közül a leginkább szembetűnő a théraváda buddhizmus volt, amely Srí Lankáról érkezett az ország területére. Annak ellenére, hogy sok jelentős helyi és regionális változata létezik, a théraváda iskola jelenti a thai buddhizmus legfőbb témáit. A hagyományok alapján a vallás nyelve Thaiföldön a páli nyelv. A szövegeket ezen a nyelven készítik a mai, modern thai írásjelekkel vagy a régebbi khmer és tham írással. Az egyház szertartásos nyelve is a páli, annak ellenére, hogy a thai emberek többsége igen keveset ért ebből az ősi nyelvből. A páli Tipitaka Thaiföld első számú vallási szövege, jóllehet sok helyi összefoglaló szöveg készült a hatalmas terjedelmű kánon lerövidítésére. A szerzetesek (bhikkhuk) a páli théraváda kánonban szereplő Pátimokkha fegyelmi szabályait követik.
A thai buddhizmusra a második legnagyobb hatással a Kambodzsából érkező hindu hit volt. A hinduizmus fontos szerepet játszott a korai thai királyság időszakában - ahogy Kambodzsában is - főleg a törvényhozásban és a thai társadalmi rend és vallás kialakulásában. A mai Thaiföldön használt bizonyos szertartásokban könnyen felfedezhetőek a hindu vonások. Míg a thai társadalomban a hinduizmus már sokkal kevésbé vehető észre a Csakri-dinasztia óta, a hindu hatás, főleg Brahma isten szent helyei, továbbra is jelen van a buddhista intézmények és szertartások körül.
A harmadik jelentős hatást a helyi szellemek, az ún. „phi”-k jelentik. Nyugati szemmel nézve élesen elkülönül a thai buddhizmus és a népi vallásos gyakorlatok, azonban a vidéki területeken a határvonal már nem olyan éles. A buddhista fogadalmak betartásából és a szertartásokból fakadó spirituális erőt a helyi természeti szellemlények lecsillapítására használják. A vidéki buddhista szerzetesek megkötései közül több is nem az ortodox vinajából (magaviseleti szabályzat) fakadnak, hanem a népi mágikus varázslatok tabuiból. A buddhista szövegek (lásd például: Dígha-nikája 2) által tiltott asztrológia, számmisztika vagy a talizmánok használata fontos szerepet játszik az átlag thai buddhista gyakorló életében.
A mahájána buddhizmussal kapcsolatban több apró hatás figyelhető meg a thaiföldi buddhizmusban. Úgy tartják, hogy kezdetben a buddhizmus Thaiföldön egy ismeretlen mahájána hagyományból származott, amely fokozatosan eltűnt. Megmaradtak azonban fontos mahájána koncepciók, mint például Lokesvara bódhiszattva megjelenése a thai vallásos építészetben, illetve a kialakult az a nézet is, hogy a thai király maga is bodhiszattva.
A thai vallás másik jelentősnek tartott bodhiszattvája Maitréja, akit gyakran ábrázolnak nevető buddhaként (Pu-taj) és gyakran összekeverik Phra Szangkadzsai (thai: พระสังกัจจายน์) alakjával, aki a thai népszokások egy másik hasonló, de más alakja. Ezek szobrai és egyéb formái sok thai templomban, illetve amuletteken láthatóak.
A tengeren túlról érkező kínai nemzetiségű bevándorlók is hozzáadnak a thai társadalmon érzékelhető mahájána hatáshoz. Egyes kínaiak felveszik a helyi théraváda stílusú buddhizmust, de a többség általában megtartja a hagyományos szokásaikat és saját, kelet-ázsiai mahájána templomaikat látogatják. Avalókitésvara egyik megjelenési formájának, Kuan-jinnek a népszerűsége a kínaiak jelenlétének tudható be Thaiföldön.

## A világi és egyházi irányítás kapcsolata

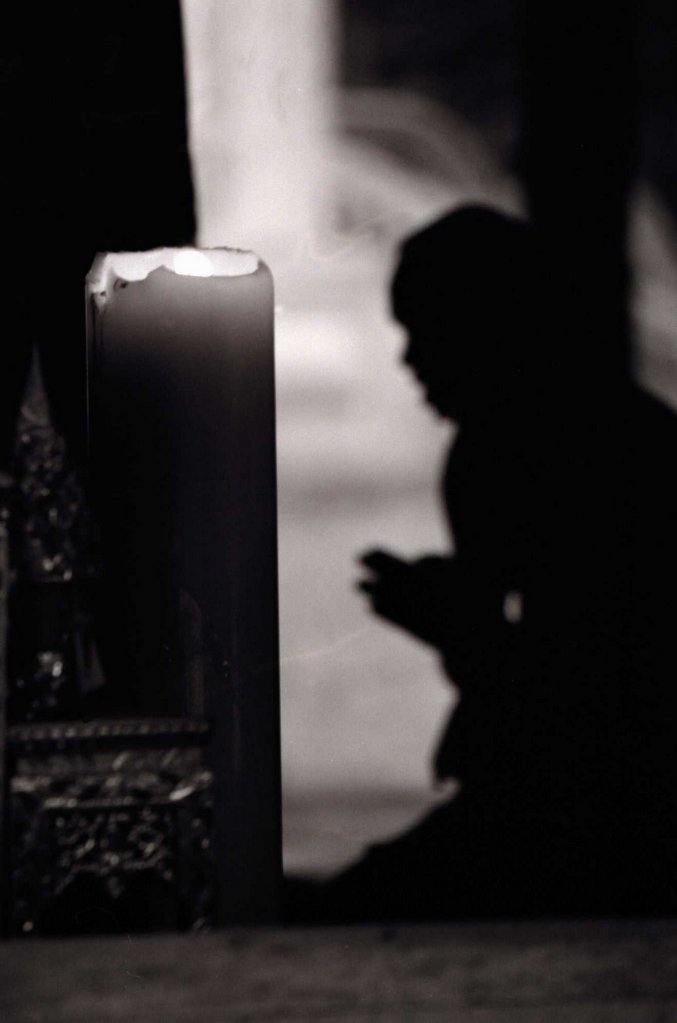
Egy bhikkhu esti ima kántálása közben egy Kantharalak város közelében lévő kolostorban

Thaiföld hivatalos államformája alkotmányos monarchia, amely sokat örökölt a délkelet-ázsiai hagyományokból olyan szempontból, hogy a király a saját pozíciójának törvényességét az egyházon keresztül érvényesíttette és cserébe a vallás védelmezője és támogatójaként lépett fel. Ez a szoros kapcsolat állam és egyház között a modern Thaiföldön is létezik, ugyanis az állam különleges jogokat és pénzügyi kiváltságokat tart fenn az egyház részére, amiért cserébe az egyház valamennyi beleszólást enged belügyeibe.
A thai szangha (buddhista egyházközösség) egyházi vezetősége mellett egy világi minisztérium is vizsgálata alatt tartja a buddhista templomokat és a szerzeteseket. A buddhista szekták és a reformmozgalmak jogi státusza bizonyos esetekben felháborodás tárgyát képezte, főleg az ún. Szanti Asoke (Békés Asóka) mozgalom esete kapcsán - amelytől a buddhista tanács megtagadta a buddhista megnevezést. Egy másik eset volt a nők buddhista egyházba való felvételének megtagadása - akik igyekeztek feléleszteni a théraváda bhikkhuni hagyományvonalat.
Ahhoz, hogy egy szerzetes külföldi utazásra feljogosító útlevelet kapjon hivatalos levélre van szüksége a Szangha Legfelsőbb Tanácstól, valamint a kérelem mellé be kell nyújtania a buddhista szerzetesi azonosító kártyáját, a templomregisztrációja másolatát illetve a korábbi útlevét vagy annak másolatát.
Az elismerésen kívül egy sor előnyben részesülnek a buddhista szerzetesek. Ingyen utazhatnak a tömegközlekedési eszközökön és a legtöbb vonatállomáson és repülőtéren külön buddhista szerzeteseknek fenntartott helyen tartózkodhatnak. A buddhista szerzetesek viszont nem vállalhatnak hivatalos munkát és a világi szavazásokon sem vehetnek részt.

## Rendfelvétel és szerzetesség

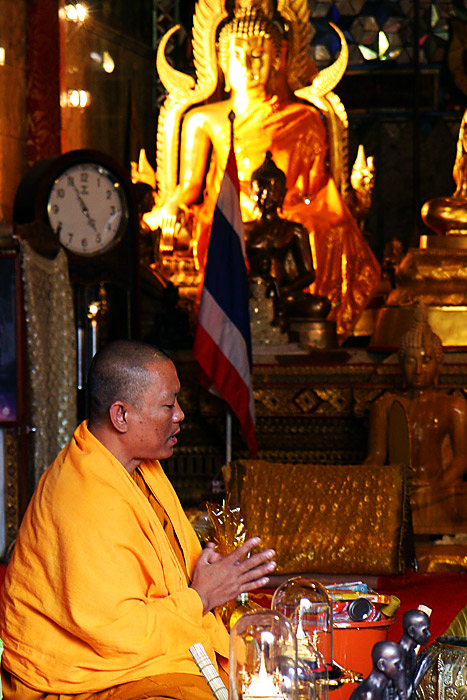
Buddhista szerzetes kántálás közben

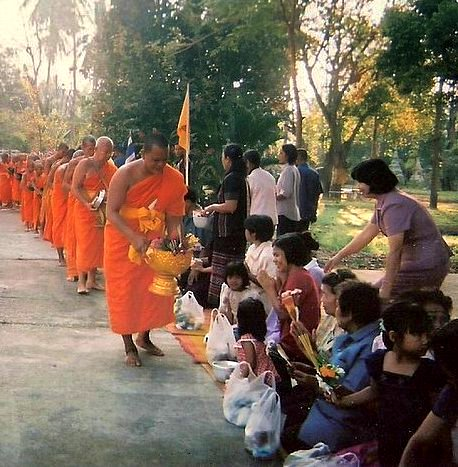
Buddhista szerzetes a hagyományos élelemszerző alamizsnagyűjtés közben

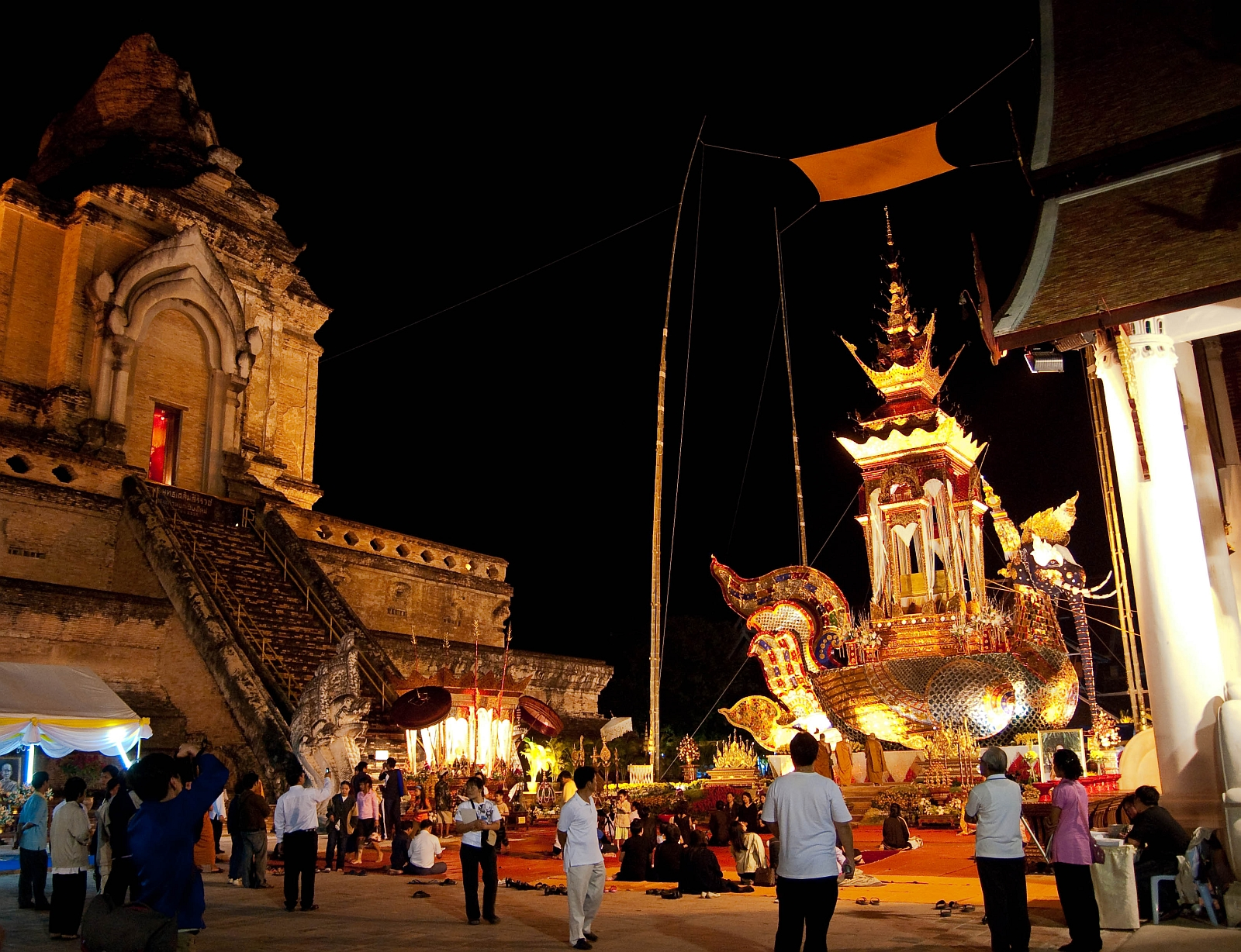
Temetési szertartás a Csedi Luang templomban, Csiangmaj

A legtöbb théraváda nemzethez hasonlóan a thaiföldi buddhizmus képviselői a buddhista szerzetesek, akik Buddha tanításainak megőrzése és továbbadása mellett hivatalos személyként járnak el a szertartások alkalmával.
A 20. század második felében a thaiföldi szerzetesek többsége templomi fiúként (thai: เด็กวัด, dek wat, „a vat gyermeke”) kezdte spirituális karrierjét, amelyet hagyományosan nyolcéves kor előtt kezdenek. A folyamatos elméleti képzés mellett apróbb, templom körüli apróbb takarításokat végeznek. A képzés legfőbb részei az írás és az olvasás mellett a szövegek memorizálása, amelyeket a szertartások során együtt kántálnak a szerzetesek. Az állami irányítású közoktatás előtt a falu temploma szolgált a thai gyermekek oktatásáért. A földművelők számára ez jelentette az egyetlen tanulási lehetőséget. A felsőoktatásba való bejutás előfeltételének számított a templomi fiús múlt. Az állami közoktatás megjelenése óta jelentősen lecsökkent a papnövendékek száma, annak ellenére, hogy az állami iskolák közül sok működik korábbi falutemplomok területén.
A fiúk ma már srámaneraként (papnövendék, thai: สามเณร, szamanen) kezdik. Bizonyos körzetekben lányok is felvételt nyerhetnek srámaneríkélnt. A papnövendékek betartják a tíz fogadalmat, amely csupán töredéke a teljes jogú szerzetesek által követett Pátimokkha szabályzatának. A papnövendékek közelebbi kapcsolatot ápolnak a családjukkal és összességében több időt töltenek otthonukban, mint a szerzetesek. Az upószatha napok alkalmával a papnövendékek nem vesznek részt a szerzetesi szabályzat szertartásos recitálásában és gyakorlatilag nem a templomban étkeznek a többi szerzetessel. A srámanera felvétel időszaka egybeesik az iskolaszünettel, de azok számára, akik hosszútávon vallásos életet szeretnének folytatni, lehetőség van a kolostortemplomon belüli világi oktatásra is.

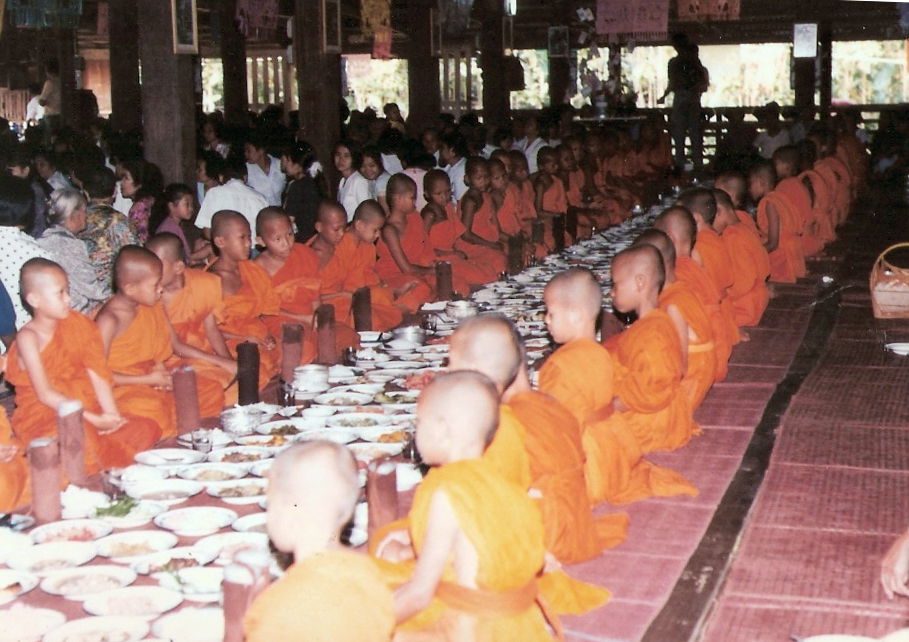
Papnövendékek Thaiföldön

A fiatal fiúk rendszerint csupán egy-két évet töltenek papnövendékként a kolostorokban. Húszéves korukra lehetőségük nyílik letenni a szerzetesi fogadalmat, amely által teljes jogú bhikkhu közösségi taggá válhatnak. A papnövendéket technikailag a saját szülei finanszírozzák, hogy felvételt nyerhessen a szanghába, azonban a vidéki emberek esetében egy egész falu is támogathat egy szerzetesjelöltet öltözékkel (kaszája), alamizsnatállal és egyéb dologgal, ami szükséges a szerzetesi élethez.
A thai buddhisták körében normálisnak számít a véges idejű rendfelvétel. A legtöbb fiatalember hagyományosan egyetlen vassza (esős évszak, thai: phansza) idejére áll szerzetesnek. Azok a szerzetesek, akik az első vasszájuk után is maradnak, általában 1-3 évet töltenek az egyház kötelékében és közben vallási szertartásokon vesznek részt a környező falvakban és további oktatáson vesznek részt. Ezután az időszak után a legtöbb fiatal szerzetes visszatér a világi életbe, házasodik és családot alapít. Thaiföldön a szerzetesrendbe felvételt nyert fiatalembereket a házas élethez megfelelőbb partnernek tekintik. Akiket soha nem vettek fel egyetlen rendbe sem, azokat kedvesen csak „éretlennek” neveznek.
Azok a szerzetesek, akik nem térnek többé vissza a világi életbe vagy tudományos vagy meditációs területen specializálódnak. A tudományos vonalat választók gyakran választanak regionális oktatási központokat, ahol tovább fejlesztik páli nyelvismeretüket és később valamelyik bangkoki egyetemen folytatják tanulmányaikat. Egyesek az egyházi hierarchia rendszerében folytatnak karriert, amelyhez szintén nagyon fontos a páli nyelv magas szintű ismerete.